# 京都SFフェスティバル
京都SFフェスティバル（きょうとエスエフフェスティバル）は、1982年（昭和57年）以降、毎年秋に京都で開かれるSFコンベンション。略称は「京フェス」。京都SFフェスティバル実行委員会が主催となっているが、実質的には京都大学SF研究会が運営を担っている。いわゆるサーコン系のコンベンションとして、東のSFセミナー（1980年〜）とともに長い歴史を持つ。
主に作家や評論家などのゲストを呼んで講演や対談・インタビューなどを行う昼間の本会企画と、夜に旅館で行う合宿企画の二部構成が通例である。年によって、本会後に合宿を行う年と、合宿を先に行い翌日の朝から本会を行う年がある。合宿企画では各部屋に分かれてSFに関連した（あるいは、関連したと称する）様々な催しが行われる。

## 沿革
1982年 当時京都大学SF研究会に在籍していた大森望らにより第1回が開催される。以後、毎年秋に京都市内で開催されている。